# 賈澄
賈澄（1459年—？），字廉夫，湖廣辰州衛人，官籍，明朝政治人物。

## 生平
湖廣鄉試第五十八名舉人。成化二十三年（1487年）中式丁未科會試第三百四十一名，二甲第三十名進士。官袁州府同知。

## 家族
曾祖賈忠；祖父賈文立；父賈霖，百戶。母張氏。具庆下。兄賈洪（百户）。